# Massif de Saint-Thierry

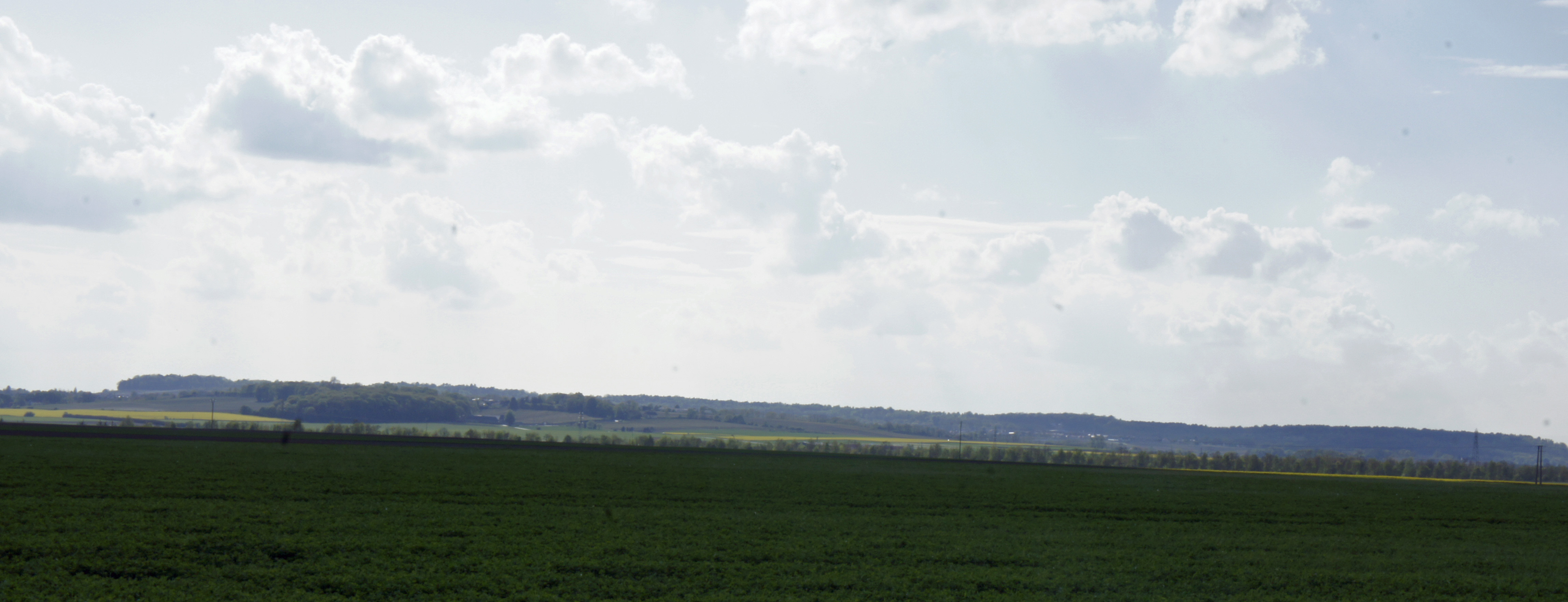

Le Massif de Saint-Thierry est une région viticole de la Champagne. Situé au nord-ouest de Reims, cette région est représentée par 15 villages viticoles, et est traversée par la Route touristique du Champagne.

## Historique
- En 496, le soir de Noël, en récompense du baptême reçu, Clovis fit don du Massif de Saint-Thierry à saint Remi[1].

## Géographie
Le massif se trouve au nord de Reims, et constitue le prolongement le plus septentrional de la Champagne viticole. Il est bordé par le canal de la Marne à l'Aisne à l'est, par la Vesle au sud et par l'Aisne au nord. Les expositions sont majoritairement orientées sud et sud-est et son relief est marqué par des coteaux aux pentes relativement douces.

## Villages

La nature autour de Prouilly.

Liste des villages viticoles d'appellation champagne du massif de Saint-Thierry :
- Brimont
- Cauroy-lès-Hermonville
- Châlons-sur-Vesle
- Chenay
- Cormicy
- Hermonville
- Merfy
- Montigny-sur-Vesle
- Pévy
- Pouillon
- Prouilly
- Saint-Thierry
- Thil
- Trigny
- Villers-Franqueux

## Intérets
Le centre du massif est composé  de forêt, agréable pour les promenades, la pratique du VTT, une sablière situé près de Châlons-sur-Vesle. En couronne, de nombreuses cultures de raisin pour le vin de Champagne. Les petits villages ont gardé un caractère rural et typique. La traversée peut se faire par la via Francigena, pour les pèlerins, ou par la route touristique du Champagne.
En raison de la présence de sols sableux et de marais alcalins, une végétation différenciée s'est développée et abrite plusieurs espèces protégées, une partie du massif est ainsi classée Natura 2000 sous l'appellation « Marais et pelouses du tertiaire au nord de Reims ». En 2021 a été classée la réserve naturelle régionale des marais et sablières du massif de Saint-Thierry.
Le massif possède sur ses hauteurs, nichés dans la forêt à environ 200 mètres d'altitude, deux ouvrages Séré de Rivières construits à la fin du XIXe siècle : le réduit de Chenay en contre-haut du village de Chenay et le fort de Saint-Thierry, aujourd'hui ruiné, sur la commune de Pouillon. Dans les bois d'Hermonville se cachent également quelques vestiges du château de Toussicourt, grande demeure construite au XVIIIe siècle pour la famille Clicquot, plus tard propriété d'Hugues Krafft, rasée après des bombardements destructeurs pendant la Grande Guerre.

### Articles connexes

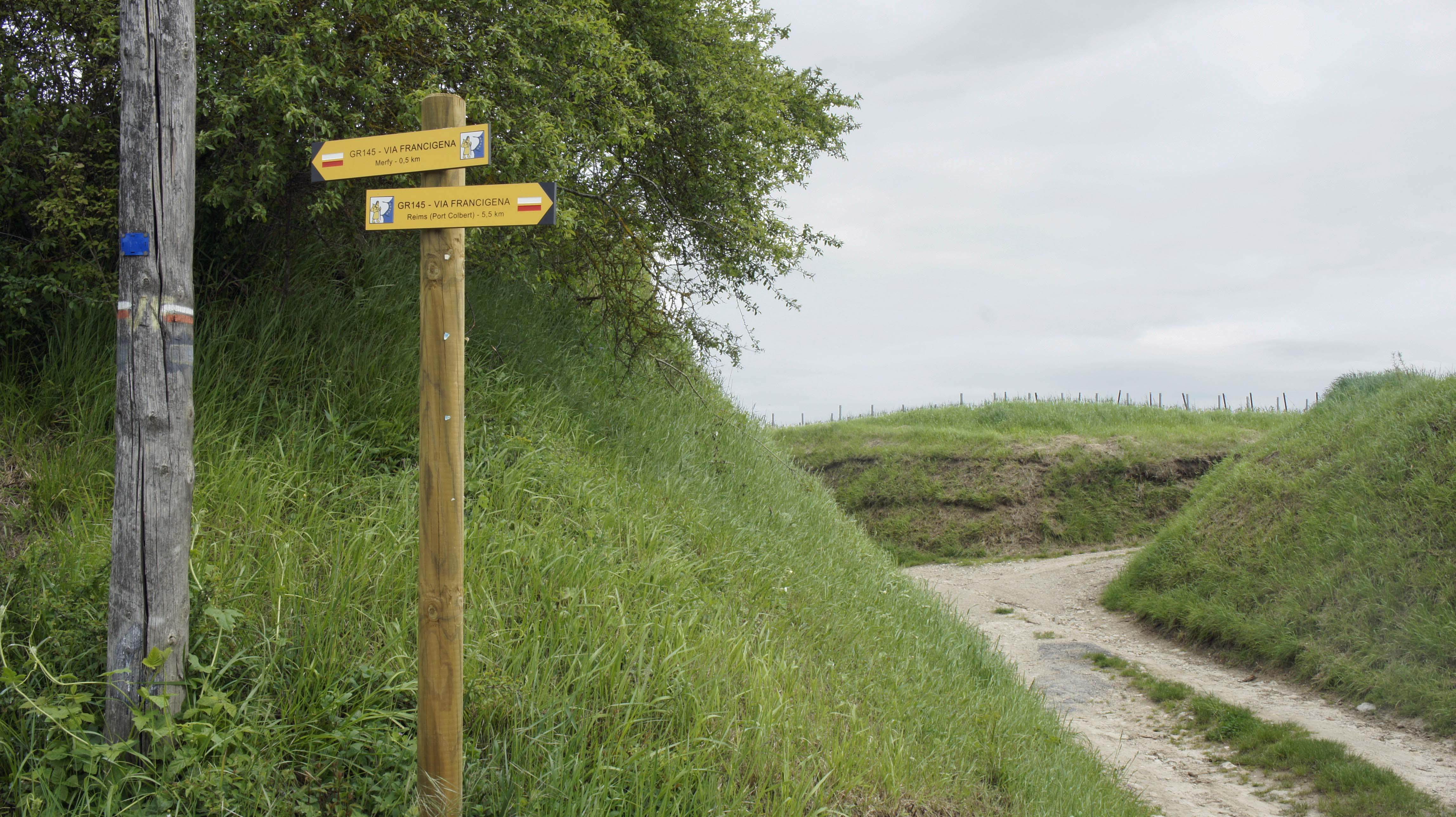
Le massif est traversé par la via Francigena.